# Kongresový palác v Paříži

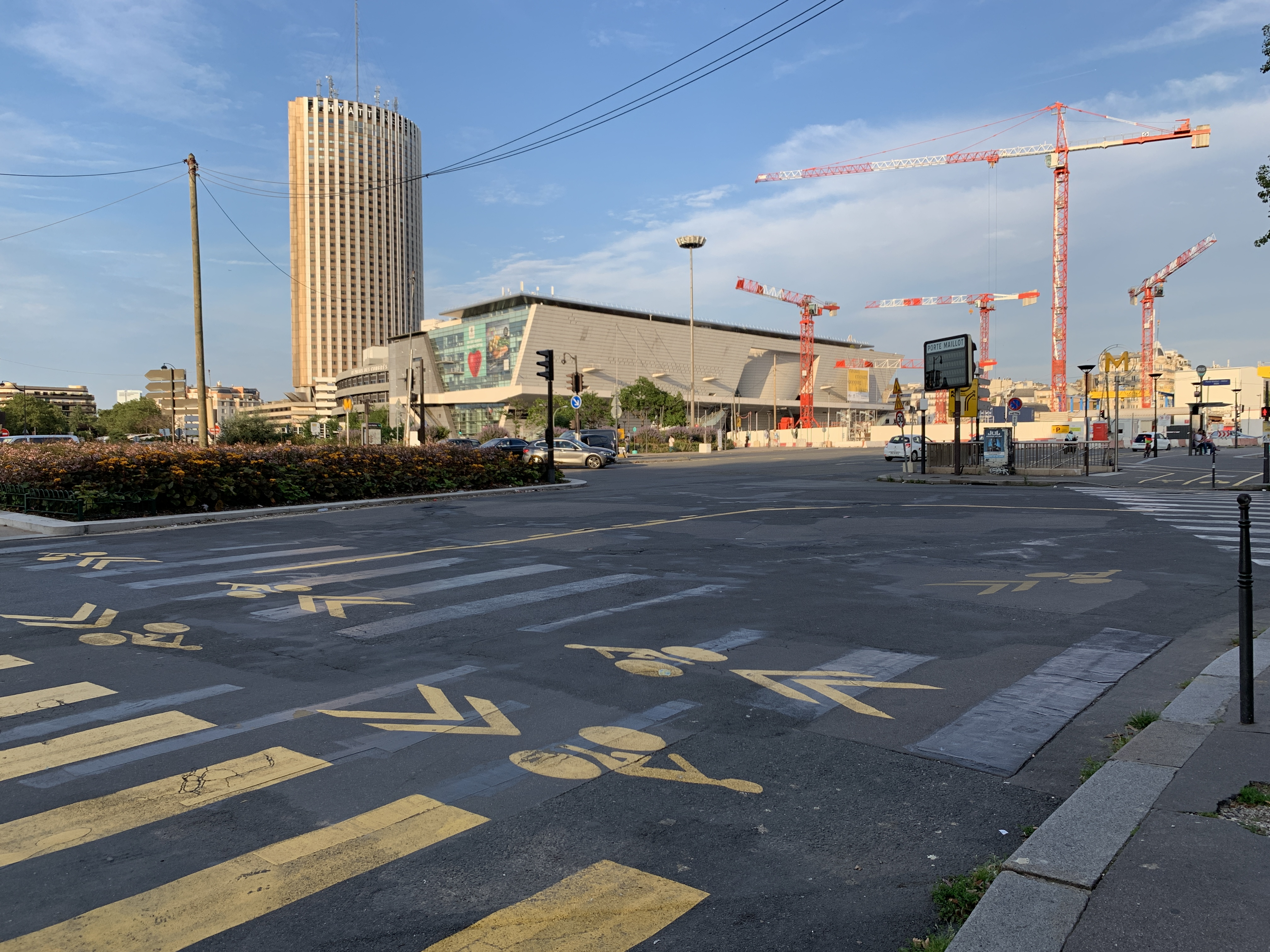
Kongresový palác v Paříži

Kongresový palác v Paříži (francouzsky Palais des Congrès de Paris) je stavba v Paříži v 17. obvodu. Slouží k pořádání kongresů, podnikových akcí a kulturních vystoupení, které organizuje společnost Viparis. Součástí kongresového komplexu je i Hôtel Concorde La Fayette.

## Popis
Výstavba probíhala na začátku 70. let a palác byl otevřen v roce 1974. Jeho architektem je Guillaume Gillet. Jeho fasáda byla rekonstruována v roce 1998, autorem byl architekt Christian de Portzamparc. Palác má čtyři přednáškové sály ve čtyřech patrech. Největší z nich je Grand Amphithéâtre (Velký amfiteátr) se 3723 místy, další jsou Amphithéâtre Bordeaux, Amphithéâtre Bleu (Modrý) a nejmenší Amphithéâtre Havane. V budově je rovněž velké množství konferenčních místností a dvoupodlažní nákupní centrum.

## Kulturní vystoupení v paláci
V paláci se opakovaně uskutečnilo předávání filmové ceny César (1976, 1981, 1986, 1987, 1988, 1992, 1995), proběhla zde i pěvecká soutěž Eurovize (1978). Ze zpěváků zde vystoupili např. Charles Aznavour, Liza Minnelliová, Bruce Springsteen, Sonic Youth, Bob Dylan, Alexandrovci, Donna Summer, Mireille Mathieu nebo Elton John. Každoročně zde v červnu vystupuje pěvecký sbor Les Chœurs de Paris XIII.